# Mette Ejsing
Mette Ejsing (født 9. november 1954) er en dansk operasanger (alt), der siden midten af 1990'erne har optrådt på internationale operascener, særligt i operaer af Wagner. Hun blev uddannet på Det Fynske Musikkonservatorium og debuterede i 1991. I 1994-97 var hun engageret ved Staatsoper i Berlin og har siden gæstesunget i alle de store operahuse.
Det især partiet som Erda i Wagners Nibelungens Ring og dertil Schwertleite og 1. norne, alle roller hun har optrådt med ved Festspillene i Bayreuth. På Det Kgl. Teater har hun bl.a. medvirket som Mrs. Quickley i Verdis Falstaff.